# Caragana tibetica
Caragana tibetica är en ärtväxtart som beskrevs av Vladimir Leontjevitj Komarov. Caragana tibetica ingår i släktet karaganer, och familjen ärtväxter. Inga underarter finns listade i Catalogue of Life.